# Каляо (регион)
Каля̀о (на испански: Callao) е бивш регион на южноамериканската държава Перу. Разположен е западната част на страната на Тихия океан. Каляо е с площ от 146,98 км². Регионът има население от 994 494 жители (по преброяване от октомври 2017 г.).
Каляо е съставена само от една провинция.